# Educación emocional
·     Relación entre inteligencia emocional y rendimiento académico en adolescentes

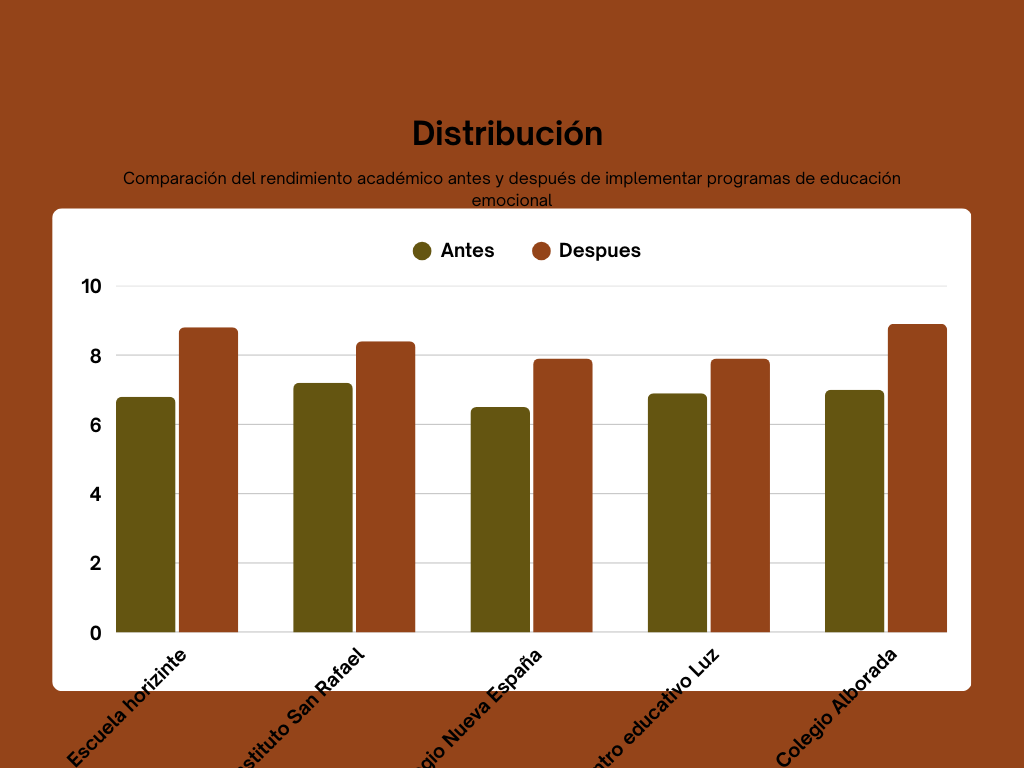
Comparación

Un estudio realizado por Chávez-Martínez y Salazar-Jiménez (2024) analizó la relación entre la inteligencia emocional y el rendimiento académico en adolescentes. A través de una revisión documental de 50 artículos, los autores encontraron una conexión positiva entre las dimensiones emocional y académica. Destacan que factores emocionales influyen significativamente en el rendimiento académico, lo que sugiere la necesidad de integrar la educación emocional en los planes de estudio y brindar apoyo socioemocional a los estudiantes. Este enfoque puede mejorar las dinámicas educativas al fomentar un ambiente que promueva las emociones en el aula y facilitar el desarrollo de habilidades emocionales en el aprendizaje.
·       Encuesta de la OCDE sobre habilidades sociales y emocionales (SSES 2023)

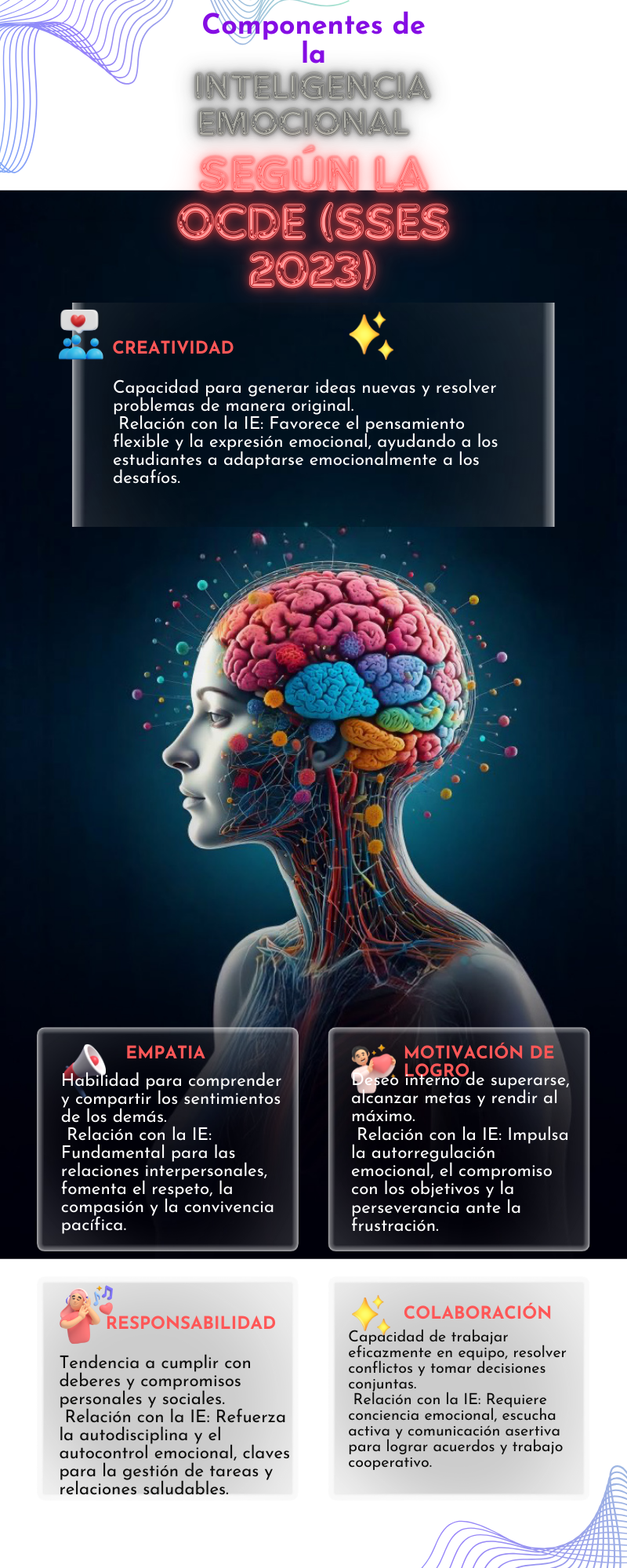
INFOGRAFÍA

La Organización para la Cooperación y el Desarrollo Económicos (OCDE) llevó a cabo la encuesta SSES 2023, la iniciativa global más grande para recopilar datos comparables sobre el desarrollo de habilidades sociales y emocionales en estudiantes de 10 y 15 años. La encuesta evaluó competencias como la creatividad, empatía, motivación de logro, responsabilidad y habilidades de colaboración. Los resultados proporcionan información valiosa para diseñar políticas educativas que fomenten el desarrollo integral de los estudiantes y mejoren su bienestar emocional.
·       Impacto de la educación emocional en el clima escolar

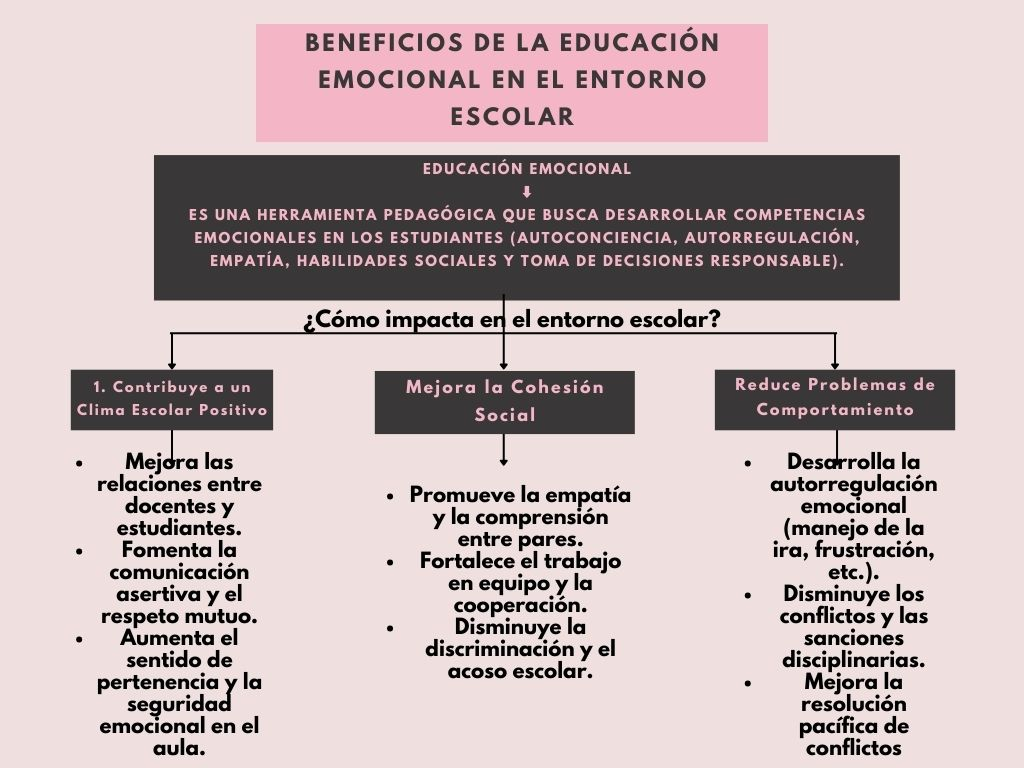
MAPA CONCEPTUAL

Un estudio publicado en Ciencia Latina examinó el impacto de la educación emocional en el clima escolar. Los investigadores encontraron que las escuelas que integraron programas de inteligencia emocional en su currículo experimentaron mejoras en la cohesión social y una disminución en los problemas de comportamiento. Esto sugiere que un clima escolar positivo es un resultado directo de la mejora en la inteligencia emocional de los estudiantes y el personal docente, lo que a su vez contribuye a un entorno de aprendizaje más efectivo y armonioso.
·       Avances y desafíos de la educación emocional en la educación superior
Bracamontes Ceballos et al. (2024) realizaron una revisión documental para identificar los principales hallazgos teóricos y empíricos relacionados con la educación emocional en la educación superior. Los autores concluyen que la educación emocional tiene una influencia positiva en el rendimiento académico y la generación de ambientes propicios en el aula. Sin embargo, también destacan la urgente necesidad de una formación docente adecuada y el afrontamiento de desafíos para su implementación efectiva, debido a la escasa formación del profesorado en esta temática y la falta de integración sistemática en los programas educativos.
·       Importancia de la educación emocional en la reforma educativa en Colombia

Un artículo de El País destaca que la salud mental se ha convertido en una prioridad en la reforma educativa en Colombia, dado el alarmante índice de suicidios. Se propone la educación emocional como una herramienta crucial que debe formar parte del currículo académico desde la infancia hasta la adultez, implicando una transformación cultural. Esta iniciativa busca abordar los desafíos estructurales y promover el bienestar emocional de los estudiantes como parte integral de su formación educativa.

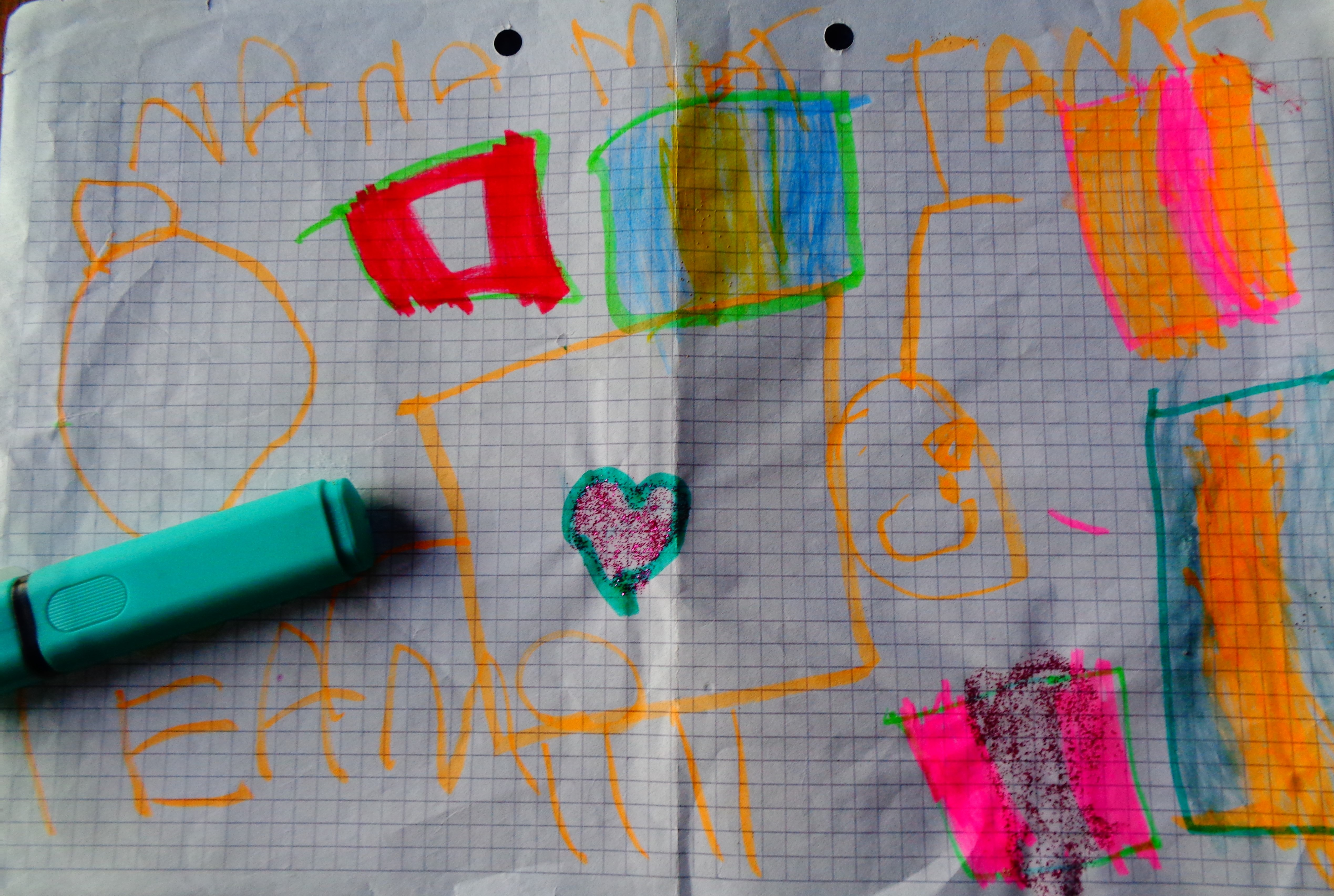
El dibujo como forma de expresión emocional de los niños y niñas.

La educación emocionalEs un proceso educativo, continuo y permanente que pretende potenciar el desarrollo de las competencias emocionales como elemento esencial del desarrollo integral de la persona, que tiene como finalidad aumentar el bienestar personal y social (Bisquerra, 2023).
“La educación emocional es una forma de prevención primaria inespecífica. Entendemos como tal a la adquisición de competencias que se pueden aplicar a una multiplicidad de situaciones, tales como la prevención de consumo de drogas, prevención del estrés, ansiedad, depresión, violencia, etc.” (Bisquerra, 2005, p. 97).
Es importante que la escuela ofrezca una educación emocional, pues otorga herramientas para la resolución de problemas cotidianos, y por tanto, proporciona bienestar. Realizar talleres o actividades donde se aprenda a conocer las propias emociones y reconocimiento de las de otras personas, va a favorecer desarrollar competencias emocionales: conciencia emocional, regulación emocional, autogestión, inteligencia interpersonal, habilidades de vida y  bienestar.
Perez y Filella (2019) mencionan que Meyer (2000) hace alusión a que la inteligencia emocional tiene como base tres concepciones distintas, en primer lugar como movimiento cultural, en segundo como parte de la personalidad y el tercero como capacidad mental, lo cual implica un constructo entre la persona y el ambiente que lo rodea
Conviene distinguir entre inteligencia emocional, competencias emocionales, educación emocional, inteligencia interpersonal 
- Inteligencia emocional[13][14] es la capacidad para identificar las propias emociones y las de otras personas, usarlas para facilitar el pensamiento, comprender la complejidad de las emociones y regularlas de manera apropiada. Según esta definición, la inteligencia emocional es una construcción hipotética de la psicología que complementa la inteligencia, en sentido clásico, y la personalidad. Hay diferentes modelos de inteligencia emocional,[15] cosa que ha originado un debate entre quiénes defienden cada modelo y sus detractores. Nos referiremos a las aplicaciones prácticas que se derivan de este debate, que son las competencias emocionales.  La inteligencia emocional también incluye una serie de componentes como la social, comunicación, comprensión social, juicio moral, solución de problemas sociales, empatía, expresividad, entre otros factores que definen la personalidad y comportamiento de las personas.[16]

- Las competencias emocionales[17] conforman la capacidad para gestionar de manera adecuada un conjunto de conocimientos, capacidades, habilidades y actitudes necesarias para tomar conciencia, comprender, expresar y regular apropiadamente los fenómenos emocionales y afectivos. Un análisis más detallado de las competencias emocionales permite identificar la conciencia emocional, la regulación emocional, la autonomía emocional, la sociabilidad y las habilidades de vida para el bienestar (Bisquerra, 2009).

- La educación emocional[18] es, pues, ‘el proceso educativo que tiene como objetivo el desarrollo de competencias emocionales. Es un proceso que se inicia desde la primera infancia y está presente a lo largo de toda la vida’. La fundamentación teórica de la educación emocional no se limita a la inteligencia emocional, sino que toma en consideración otras referentes como por ejemplo las aportaciones de la neurociencia, la tradición de las competencias sociales, la autoestima, las investigaciones sobre el bienestar y la psicología positiva, etc. Se trata de un marco teórico amplio e integrador que fundamenta una propuesta de innovación educativa (Bisquerra y Pérez, 2007; Bisquerra, 2000). Cuando hablamos de educación no nos referimos exclusivamente a la escolarización, sino a la educación proveniente de la familia, de la sociedad, de los medios de comunicación, etc.
- Inteligencia interpersonal[12]capacidad para mantener buenas relaciones con otras personas. Implica dominar habilidades sociales básicas, el respeto a las demás, la comunicación receptiva, la comunicación expresiva, compartir emociones, el comportamiento pro-social y la asertividad.

La educación emocional es un proceso porque implica un tiempo (toda la vida, y no un día); y por otro lado, cambios que son progresivos en la adquisición de dichas habilidades. Es una enseñanza, dado que se basa en la transmisión de conocimientos y la corrección de lo erróneo (comportamientos agresivos, impulsivos o desadaptativos en general). 
Por eso, hay algunos referentes que hacen una distinción entre la educación emocional y el acompañamiento emocional: "Las emociones no se educan, no se enseñan como si fuera una materia de clase. Se comprenden y se acompañan. La educación emocional en la escuela debería ser una constante, no una asignatura y para que eso pase, debe haber acompañamiento emocional por parte de la persona adulta al alumnado". 

### La emoción
Es a la vez interpretación, expresión, significación, relación, regulación de intercambio; se modifica de acuerdo con el público, el contexto, se diferencia en su intensidad, e incluso en sus manifestaciones, de acuerdo a la singularidad de la persona. 
En todo vínculo está presente, facilitando u obstaculizando las relaciones, el aprendizaje y la convivencia, siendo imperativo a dar respuestas en determinadas circunstancias ya que prevalece incluso sobre la razón. 
Por habilidades emocionales se entienden los cinco ejes constitutivos de la inteligencia emocional:
- Conocimiento de sí mismo/a: es la capacidad de reconocer un sentimiento en el momento en que aparece, prestando atención a nuestros estados de ánimo y reacciones (pensamiento, respuestas fisiológicas, conductas manifiestas, etc.) y relacionar estas reacciones con los estímulos que las provocan.
- Autorregulación emocional:[21] es la capacidad de identificar y expresar de manera sana cada una de las emociones. Cuando tenemos conciencia de nuestras emociones tenemos que aprender a expresarlas. Es importante mencionar que no existen emociones buenas o emociones malas, cada una de las emociones tiene una función, por ejemplo, el miedo es una especie de alarma que permite reconocer que nos encontramos en algún tipo de riesgo (ya sea real o imaginario). Por ello, la autorregulación emocional no se trata de reprimir nuestras emociones, sino de identificar por qué y para qué emergen. La capacidad de tranquilizarse y encontrar un equilibrio emocional es una habilidad vital fundamental y se adquiere como resultado de la socialización.
- Empatía: es la experimentación del estado emocional de otra persona; la capacidad de captar los estados emocionales de las y los demás, de reaccionar de forma apropiada socialmente. Es como coloquialmente se conoce "ponerse en los zapatos de las otras personas". La empatía tiene dos componentes:[22] el afectivo y el cognitivo. El componente afectivo puede ser suficiente, los niños pequeños son un ejemplo de ello. En cambio, el cognitivo únicamente no es suficiente. Los psicópatas (trastorno de personalidad antisocial), los maltratadores, pueden saber cognitivamente que su víctima sufre, pero pueden continuar haciéndole daño porque son incapaces de sentir el dolor que le producen, no hay emoción.
- Motivación: es la fuerza del optimismo, imprescindible para conseguir metas importantes. Está relacionada con diversos conceptos psicológicos como el control de impulsos (capacidad de resistencia a la frustración, de aplazar la gratificación), la inhibición de pensamientos negativos (para afrontar con éxito retos vitales), el estilo atribucional de éxito y fracaso, la autoestima (expectativas de autoeficacia).
- Habilidades sociales: son un conjunto de conductas aprendidas de forma natural (y que, por tanto, pueden ser enseñadas), que se manifiestan en situaciones interpersonales, socialmente aceptadas (ello implica tener en cuenta normas sociales y normas legales del contexto sociocultural en el que se actúa, así como criterios morales), y orientadas a la obtención de reforzamientos ambientales (refuerzos sociales) o autorrefuerzos.

El manejo de las emociones y la postura que tome la persona con respecto a su filosofía de vida determinará cuál va a ser su capacidad de enfrentar las situaciones que se le presenten en el futuro
Durante la educación emocional, el acompañamiento hace referencia a una otra persona que está junto a quien aprende, compartiendo un cierto período de tiempo (no un libro ni un transeúnte). Esta es la función del docente, padre, madre, abuelo, abuela, etc., que comparte un tiempo con la persona cuando enseña y apuntala, puesto que reafirma los comportamientos adecuados de la persona. Por el término ejercicio se hace referencia a la importancia en cuanto a que la persona practique y ejercite tales aprendizajes. Por último, la palabra perfeccionamiento hace referencia a la mejora continua de las habilidades emocionales mediante su ejercicio por parte de la persona y el apuntalamiento del/la educador/a. Este perfeccionamiento no tiene fin, puesto que tal enseñanza puede realizarse a lo largo de toda la vida. Sin embargo, la infancia es la edad más receptiva; por tanto, es cuando más efectiva resulta tal educación.

## Objetivo
El objetivo de aprender a identificar y expresar emociones y sentimientos gira en torno a los siguientes aspectos:
- Identificar y adquirir un mejor conocimiento de las propias emociones.

- Identificar las emociones de las y los demás.

- Desarrollar la habilidad que permita controlar las propias emociones.

- Prevenir los efectos perjudiciales de las emociones negativas.

- Desarrollar la habilidad para generar emociones positivas.

- Desarrollar una mayor competencia emocional.

- Desarrollar la habilidad de automotivarse.

- Adoptar una actitud positiva ante la vida.

- Aprender a fluir.

De estos objetivos generales se pueden derivar otros objetivos más específicos, en función del contexto de intervención. Algunos ejemplos son:
- Desarrollar la capacidad para controlar el estrés, la ansiedad y los estados depresivos.

- Tomar conciencia de los factores que inducen al bienestar subjetivo.

- Potenciar la capacidad para ser feliz.

- Desarrollar el sentido del humor.

- Desarrollar la capacidad para diferir recompensas inmediatas en favor de otras de mayor nivel  pero a largo plazo.

- Desarrollar la tolerancia a la frustración.

## La Educación Sentimental y la Literatura
La educación sentimental o educación emocional es un tópico literario o concepto definido literariamente, que se refiere a la formación de la personalidad durante la infancia y la juventud, muy influida por las costumbres y convenciones sociales y por el imaginario transmitido por el currículum oculto del entorno escolar, la cultura infantil callejera y la cultura popular; especialmente en el desarrollo afectivo-sexual y especialmente en entornos de represión (en la posguerra española y en el arte y cultura del franquismo ha sido estudiada por Carmen Martín Gaite, Manuel Vázquez Montalbán o Terenci Moix (véase también El Florido Pensil).
El origen del término se encuentra en el título de la novela La educación sentimental, de Gustave Flaubert.
No debe confundirse con otras maneras de entender la educación de los sentimientos o de las emociones (emocional o sentimental), ni con el concepto psicológico de reciente utilización, denominado inteligencia emocional.

###### Vulnerabilidad emocional
Puede ser subsecuente de una evaluación superficial, ocasionada por una cultura controladora, hostil, despectiva de las capacidades y potencialidades del alumno radicando en repetir lo enseñado. 
La evaluación tiene el poder de alterar la vida y la trayectoria no solo escolar, sino vital de los estudiantes, por esa razón es tan necesario que sea profundamente ética, cuidada y respetuosa. 

## Habilidades socioemocionales
Las habilidades socioemocionales (HSE) se refieren al conjunto de competencias necesarias para gestionar las emociones, establecer relaciones saludables y tomar decisiones responsables. Estas habilidades incluyen la empatía, la valoración de la diversidad, la cooperación, la gestión emocional y la resolución de conflictos, fundamentales para el desarrollo integral de las personas y el bienestar colectivo. La educación que potencia estas habilidades busca formar ciudadanos capaces de interactuar en sus comunidades de forma constructiva y de participar en la construcción de una sociedad más justa y sostenible.
Sumado a lo anterior, el autor Delors (2024) nos menciona que la educación a lo largo de la vida se basa en cuatro pilares: aprender a conocer, aprender a hacer, aprender a vivir juntos, aprender a ser.  En este sentido nos plantea en el apartado de "Aprender a ser" la importancia del desarrollo de la persona a un nivel global y señala como preponderante conferir a todos los seres humanos la libertad de pensamiento, pero también de sentimientos para alcanzar la plenitud. Sumado a ello enmarca a la educación como un viaje al interior del individuo, en el que la estructura social juega un papel vital para el desarrollo, para lo cual es imprescindible el desarrollo de habilidades emocionales, motoras, intelectuales y biológicas. Con lo cual podemos darnos cuenta de que el individuo requiere de todas las esferas del desarrollo para formarse como un ser integral incluyendo la parte emocional y creativa dentro del aula. 

### Importancia de las habilidades socioemocionales en la educación
El aprendizaje de las HSE tiene un impacto significativo en el desarrollo integral del alumnado. Diversas investigaciones indican que los programas de educación socioemocional contribuyen a mejorar el rendimiento académico, reducir problemas de conducta y fortalecer la convivencia escolar. La educación de estas competencias también se asocia a la prevención de riesgos como violencia, depresión, abandono escolar y consumo de sustancias.Además, el desarrollo de habilidades socioemocionales está vinculado con la mejora de las relaciones interpersonales, el manejo del estrés y la regulación emocional, lo cual es fundamental en un contexto educativo donde las interacciones sociales son constantes.
El informe Los futuros de la educación: aprender a transformarse (UNESCO, 2022) subraya que el aprendizaje socioemocional es clave en la educación del siglo XXI. En un contexto de creciente complejidad e incertidumbre, este enfoque busca garantizar que los estudiantes no solo adquieran conocimientos académicos, sino que también desarrollen competencias emocionales y sociales que les permitan convivir en paz, enfrentar desafíos y contribuir al bien común. La UNESCO propone que la educación se organice en torno a principios de cooperación, solidaridad e inclusión, destacando la importancia de entornos educativos que fomenten el bienestar individual y colectivo.
Las habilidades socioemocionales juegan un papel relevante en la consecución de los Objetivos de Desarrollo Sostenible (ODS). Por ejemplo, la meta 4.7 del ODS 4 (Educación de calidad) promueve el desarrollo de competencias que preparen a los estudiantes para participar en la creación de sociedades pacíficas y sostenibles. Además, estas habilidades apoyan otros ODS, como el ODS 3 (Salud y bienestar), al contribuir al manejo del estrés y la ansiedad, y el ODS 16 (Paz, justicia e instituciones sólidas), al promover la tolerancia, la justicia y la cohesión social.
El aprendizaje socioemocional también es fundamental para abordar los retos del cambio climático. Ante la ansiedad que generan los problemas ambientales en los jóvenes, la educación debe promover una “pedagogía para la esperanza” que fomente la resiliencia, la determinación y la empatía hacia las personas y el planeta. De esta manera, las HSE no solo ayudan a enfrentar desafíos personales, sino que también impulsan cambios de mentalidad necesarios para alcanzar un desarrollo sostenible.